# セーラー服と機関銃
『セーラー服と機関銃』（セーラーふくときかんじゅう）は、赤川次郎の青春ミステリー長編小説シリーズ。
第1作『セーラー服と機関銃』は、父を事故で亡くし天涯孤独になった高校2年生の女子・星泉が、遠い血縁に当たる弱小貧乏暴力団「目高組」の四代目を継ぐことになり、4人の子分と共に対立するヤクザと戦う、というストーリー。1978年（昭和53年）に21世紀ノベルス（主婦と生活社）より刊行された。1981年（昭和56年）に薬師丸ひろ子主演で映画化され、これにあわせて角川文庫より文庫版が刊行された。翌1982年（昭和57年）には原田知世主演でテレビドラマ化されている。また、2006年（平成18年）に長澤まさみ主演でテレビドラマ化され、あわせて改版が角川文庫より刊行された。2015年9月時点で、累計発行部数は約200万部。
三毛猫ホームズシリーズの第1作『三毛猫ホームズの推理』のヒットにより多忙を極めた著者がそれまで勤務していた会社を退職し初めて執筆した作品であり、学園紛争の挫折により諦めや虚無感が漂う同世代に向けて、著者の思いを身代わりの主人公に託し、若い女の子が身勝手な大人社会に向かって（クライマックスの機関銃の連射に象徴されるような）「怒り」を放つ物語として構想された。内容に先立ってまず題名が決定し、若者向けの青春小説ということで「セーラー服」が、続いて「タイトルは絶対に結びつかないものを並べると面白い」との理由によりセーラー服とは異質な「機関銃」が選ばれている。
第2作『卒業 セーラー服と機関銃・その後』（そつぎょう セーラーふくときかんじゅう・そのご）では、バブル景気を背景に地上げにまつわるトラブルに困っていた街を、18歳・高校3年生となった星泉が再び組長として救う姿を描く。1987年（昭和62年）にカドカワノベルズより刊行され、1989年（平成元年）に角川文庫より文庫判が刊行された。2016年（平成28年）に『セーラー服と機関銃 -卒業-』と題して橋本環奈主演で映画化され、あわせて『セーラー服と機関銃・その後――卒業――』と改題され、改版が角川文庫より刊行されている。
第3作『セーラー服と機関銃3 疾走』（セーラーふくときかんじゅう3 しっそう）では、星泉の娘で17歳の高校生・星叶を主人公に、政治がらみの国際事件を背景として母と娘の物語を描いている。28年ぶりの最新巻として、2016年（平成28年）に角川文庫より刊行された。

## 装丁について
初版である主婦と生活社の単行本の表紙や挿絵の星泉は、セーラー服ではなくブレザータイプの制服を着用している。
角川文庫で発刊されている本書のカバーは多くのバリエーションがあり、映画版の公開直前時は薬師丸ひろ子、橋本環奈の写真、テレビドラマ版オンエア直前時は原田知世、長澤まさみの写真で、他にもイラスト（2008年発売版は中村佑介の絵である）となっている。

## あらすじ
『セーラー服と機関銃』
星 泉は度胸が良く、ちょっと変わったところのある高校生。彼女を慕う3人の同級生に囲まれ、それなりに充実した毎日を送っていた。ところがある日、唯一の肉親である父が日本に帰国直後にダンプカーに轢かれて亡くなる。一方、戦前から続く由緒あるヤクザ目高組の組長が病死し、跡目として泉の父親を指名していた。組の若頭である佐久間 真はささやかな葬儀の場で泉を見かける。父の遺骨を抱えて自宅マンションに戻った泉はマユミという女と鉢合わせる。彼女は亡き父親の愛人で、天涯孤独となる泉と同居するつもりで転がり込んだのだった。後日、泉の通う高校の正門にヤクザが大挙して押し寄せる。他の生徒や教師たちが臆する中、泉は堂々と正門に向かう。すると佐久間から名前を尋ねられ、泉だと名乗るとオンボロ車に押し込まれる。案内されたのはボロビルにある目高組事務所。組員は佐久間の他に3人のみで、大勢いたのは格好をつけるために佐久間が集めた無関係のいうならばエキストラだった。組長の座には4代目組長として泉の名前があった。「ヤクザの組長に年齢も性別も関係ない」という佐久間だったが、泉は当然の如く当惑し断ろうとする。だが、佐久間たちは組が存続出来ないのであれば対立する松の木組に乗り込んで散り花を咲かせると言い出す。やむを得ず泉は組長として佐久間たちの出入りを押し留める。こうして女子高生組長・星泉が誕生する。
だが、程なくして黒木と名乗る刑事が現れる。父親の死は何者かによる殺害であり、父は麻薬の運び人をしていたと知らされる。マユミは姿を消し、泉のマンションは家捜しされて滅茶苦茶にされる。更に目高組の組員・政が拷問を受けて殺害される。行方不明のヘロインを巡り、あらぬ疑いをかけられた目高組は抗争に巻き込まれてしまうのだった。
やがて、一連の事件の背後には闇社会を取り仕切る「太っちょ」の存在があり、黒木刑事と目高組を離反した萩原は「太っちょ」に飼い慣らされた部下だった。また、マユミは佐久間に亡き泉の父の面影を見出して肉体関係を持つ。マユミの正体こそ「太っちょ」の実の娘三大寺マユミだった。泉は「太っちょ」こと三大寺 一の元に乗り込むが真性のサディストである一に囚われてしまう。絶体絶命の窮地をマユミと佐久間に救われるのだが、「漁夫の利」を得ようという浜口物産に先を越されてヘロインも彼らの手に渡り、黒木刑事も殺害される。非道に憤る泉は浜口物産に乗り込むのだった。

『卒業 セーラー服と機関銃・その後』

『セーラー服と機関銃3 疾走』

## 登場人物

### 主要人物
星 泉
主人公。都内の高校に通う女子高生。
父親の突然の死、父の愛人との出会い、目高組組長就任、父の裏の貌を知るなど流転の運命に巻き込まれる。
愛嬌があり度胸にも恵まれるが考え無しに突っ走るところもある。考え事をするときにブリッジをする。
佐久間 真
目高組の若頭。弱小貧乏を地で行く目高組にあって他の組からも一目置かれる存在。人斬りの異名を持つ。
三大寺 マユミ
泉の父親の愛人として泉に近付いた謎の女性。実は三大寺一の娘。
薬物中毒であり、自殺しようとしたところをたまたま通りかかった泉の父親に助けられ、愛するようになる。泉の父の死後は佐久間と男女の関係を持つ。泉を幾度となく助けてくれる女性。

### 目高組
星 流志
目高組三代目組長。
泉の父親は彼の甥に当たる。
ヒコ
元暴走族でヤクザになったという負のエリートコースを歩む。
泉をマンションまで送り届けた直後に姿を消し、無残な死体となって事務所前に捨てられる。
政
佐久間と刑務所で知り合い組に入った男。実は･･･。
メイ
目高組では一番の下っ端。へなちょこだが佐久間の命令で泉のボディガードをしていた。
不審人物として黒木刑事を近づけないよう体を張るが刺される。泉から手当されるうちに思わず押し倒そうとしてしまう。直後にマンションに押し入った萩原に射殺される。

### ヤクザ関係者
関根
浜口物産傘下の松の木組・組長。
泉を組長に迎えた目高組をからかうが、浜口が泉を気に入ったことで手を引く。政を殺害したと誤解されて泉から抗議され、ヤクザの世界の恐ろしさを知らしめるためクレーンで宙づりにしてコンクリート責めにするが、佐久間に息子を人質に取られて泉を解放する。
浜口社長
浜口物産というフロント企業を隠れ蓑に活動するヤクザ。
泉を気に入り“祝儀”として目高組に便宜を図るがスケベな中年男で泉の貞操を狙う。
萩原
元目高組構成員。落ち目の目高組に見切りをつけて三大寺に寝返った男。
佐久間の恐ろしさを知っている。
三大寺 一
人前に姿を見せず、「太っちょ」の通り名で裏社会で畏れられる人物。
自殺のため自ら地雷を踏み両足を喪ったという。かなり精神の歪んだ人物で根っからのサディストだが、娘のマユミを愛している。

### その他
智生・哲夫・周平
泉の取り巻きの同級生。
恋人の座を狙うライバル同士だが仲が良く行動を共にしている。
黒木
泉の父親の死と麻薬取引を捜査する刑事。

## 書誌情報
セーラー服と機関銃
- セーラー服と機関銃（1978年12月、主婦と生活社21世紀ノベルス）
- セーラー服と機関銃（1981年9月17日、角川文庫、ISBN 4041497019）
- セーラー服と機関銃（2006年9月14日、角川文庫、ISBN 9784041879870）
- セーラー服と機関銃（2009年12月11日、角川つばさ文庫、イラスト 椋本夏夜、ISBN 9784046310668）

卒業 セーラー服と機関銃・その後
- 卒業 セーラー服と機関銃・その後（1987年7月16日、カドカワノベルズ、ISBN 9784047710184）
- 卒業 セーラー服と機関銃・その後（1989年4月7日、角川文庫、ISBN 9784041497586）
- セーラー服と機関銃・その後――卒業――（2006年9月14日、角川文庫、ISBN 9784041879887）

セーラー服と機関銃3 疾走
- セーラー服と機関銃3 疾走（2016年1月23日、角川文庫、ISBN 9784041034552）

## 映画

### 1981年版
セーラー服と機関銃
1981年に公開。主演は薬師丸ひろ子。全国東映系で公開され、角川映画の代表作の1つとなっている。

### 2016年版
続編『卒業 セーラー服と機関銃・その後』が『セーラー服と機関銃 -卒業-』の題名で角川映画40周年記念作品として映画化。2016年3月5日公開。原作は赤川次郎『セーラー服と機関銃・その後――卒業――』。監督は前田弘二、脚本高田亮に、初主演の橋本環奈。
撮影は2015年7月10日から8月12日まで、群馬県高崎市を中心に行われた。主演の橋本はマネージャーと一緒に同市内のマンションに住み込んで撮影に臨んだ。
主題歌『セーラー服と機関銃』は、橋本のソロデビュー曲。
全国238館で公開され、週末興行成績ランキング初登場12位となった。

#### あらすじ
星 泉は目高組の四代目元組長。父親がわりだった伯父嗣夫の死後、跡目を受け継ぎ、仇である浜口組の襲名式に乗り込み機関銃を乱射したという物騒な過去を持つが、浜口組との和解にあたり目高組を解散して、カタギの女子高生に戻った。解散した目高組の元組員たちは土井を中心に駅前商店街で「めだかカフェ」を営む人畜無害な存在となっていた。一方、「浜口組」も時世の流れに逆らえず、若頭の月永を中心にカタギの商売で生計を立てていた。
だが、泉は偽モデル事務所でカタギの女性たちを騙して登録料を巻き上げ、ホステス紛いの行為や売春を斡旋している悪徳業者について相談されて乗り込む。背後には浜口組が関与していると言われ、元目高組は「協定違反」として浜口組に乗り込もうとする。だが、浜口組の側でも元目高組が「麻薬入りクッキー」を若い連中に販売して暴利を貪っていると誤解していた。元目高組と浜口組は抗争に発展しかける。だが、それらはすべて地域を支配しようという第三勢力堀内グループの仕業だった。組長に毒を盛り組織を乗っ取った安井は街の乗っ取りという陰謀を企てていた。
泉は「麻薬入りクッキー」の販売ルートを調べ、浜口組の関与を聞き出す。だが、地元署の刑事真淵はまともに扱おうとしない、そして市長選にはくさかべと名乗る怪しげな男が出馬し、街の住民に「暴力団追放」を呼びかけていた。真淵は浜口組にいわれなき家宅捜索をかけ、安井は浜口に軍門に降るよう脅しをかけ、浜口組長は堀内グループの軍門に屈する。月永はそんな浜口組長に見切りをつけ、泉との共闘を談じ込む。くさかべは圧倒的支持で当選し、カタギの市民たちを味方につけて「めだかカフェ」を襲撃し、土井は傷害罪で逮捕されてしまう。
月永は状況を不満とする浜口組構成員たちを味方につけて堀内グループの悪事を暴き、義憤に駆られる泉たち元目高組は月永と協力して堀内グループの陰謀を追及しようとするのだが、安井の仕掛けた罠に陥ってしまい浜口組長や目高組構成員たちは命を落とす。安井の告発で伯父の仇が月永だと知った泉は彼に愛憎入り交じる複雑な心境を抱く。街の再開発を巡って争うヤクザたちの運命やいかに･･･。

#### キャスト（2016年版）
- 星 泉 - 橋本環奈
- 月永 - 長谷川博己[9]
- 安井 - 安藤政信[9]
- 祐次 - 大野拓朗
- 晴雄 - 宇野祥平
- 真淵 - 古舘寛治
- くさかべ - 鶴見辰吾
- 星 嗣夫 - 榎木孝明
- 浜口 - 伊武雅刀
- 土井 - 武田鉄矢[9]
- その他の出演者：北村匠海、岡田義徳、奥野瑛太、前田航基、ささの友間、柄本時生、高崎隆二、柳美稀、一ノ瀬ワタル、駒井蓮、松嶋亮太、東加奈子、志村玲那

#### スタッフ（2016年版）
- 監督 - 前田弘二
- 原作 - 赤川次郎『セーラー服と機関銃・その後――卒業――』
- 脚本 - 高田亮
- 主題歌 - 橋本環奈「セーラー服と機関銃」
- 音楽 - きだしゅんすけ
- 挿入歌 - 高崎隆二「男の道」（作詞&作曲：きだしゅんすけ）
- 撮影 - 相馬大輔、川島周（Bキャメラ）
- 照明 - 佐藤浩太
- 録音 - 小川武
- 美術 - 禪洲幸久
- 装飾 - 高山雅子、岩井健志
- 編集 - 佐藤崇
- スクリプター - 村松愛香
- 助監督 - 松尾崇
- 制作担当 - 早川徹
- ラインプロデューサー - 及川義幸
- 衣装 - 宮本茉莉
- 音響効果 - 中村佳央
- アクションコーディネーター - カラサワイサオ
- 特殊メイク・造型 - 百武朋
- ガンエフェクト - BIGSHOT
- VFX - IMAGICA
- 警察監修 - 古谷謙一
- ロケ協力 - 高崎市、高崎フィルムコミッション、わたらせFC　ほか
- プロデュース - 星野秀樹
- 企画 - 菊池剛
- プロジェクトプロデュース - 小林剛、今安玲子
- 共同プロデュース - 佐治幸宏
- 製作幹事・配給 - KADOKAWA
- 制作プロダクション - ツインズジャパン、ギークサイト
- エグゼクティブプロデューサー - 井上伸一郎
- 製作者 - 堀内大示、芦田健、下田淳行、渡辺勝也、小佐野保、岩熊正道
- 製作 -「セーラー服と機関銃 -卒業-」製作委員会（KADOKAWA、ソニー・ピクチャーズ エンタテインメント、日本映画投資、ツインズジャパン、トーハン、ギークピクチュアズ、RKB毎日放送）

#### 受賞歴（2016年版）
- 第40回日本アカデミー賞・新人俳優賞（橋本環奈）[14]
- HIHOはくさいアワード（2016年度） 7位

#### 関連商品（2016年版）

##### フォトブック
- 夢の途中 橋本環奈 in 映画『セーラー服と機関銃 ‐卒業‐』フォトブック（2016年3月5日、KADOKAWA、ISBN 9784041040157）

##### サウンドトラック（2016年版）
- きだしゅんすけ 『オリジナル・サウンドトラック「セーラー服と機関銃 -卒業-」』（2016年3月19日配信、music marketing research、MMRC-004）

##### DVDリリース・派生作品
2016年8月3日にソニー・ピクチャーズエンタテインメントからDVD・ブルーレイディスクが発売された。各メディアともにメイキングやインタビュー映像を含むプレミアム・エディションと通常版の2種類がある。
ブルーレイディスク
- セーラー服と機関銃 -卒業- ブルーレイ プレミアム・エディション【初回生産限定】（2枚組+ボイスCD）（2016年8月3日、ソニー・ピクチャーズエンタテインメント、BJSL-80798）
- セーラー服と機関銃 -卒業-【初回生産限定】（2016年8月3日、ソニー・ピクチャーズエンタテインメント、BJL-80798）

DVD
- セーラー服と機関銃 -卒業-　DVD プレミアム・エディション【初回生産限定】（2016年8月3日、ソニー・ピクチャーズエンタテインメント、JDL-80798）
- セーラー服と機関銃 -卒業-【初回生産限定】（2016年8月3日、ソニー・ピクチャーズエンタテインメント、JDDL-80798）

#### 関連企画
コラボレーション
ハローキティ
- 『「星泉」×HELLO KITTY』と銘打ち、メモ帳やふせんなどの文具商品が2016年3月5日に発売。

## テレビドラマ

### 1982年版
1982年7月5日から9月20日まで毎週月曜日19:00 - 19:30に、フジテレビ系で放送された。主演は原田知世。
本作は原田のデビュー作であり、唯一主題歌が「セーラー服と機関銃」でなく原田のオリジナル楽曲となっている。
全体にコミカルな雰囲気が強調され、主人公・泉と同級生の恋愛も描かれている。原作と映画にあった、ラストシーンの泉と佐久間の関係も変更されている。
なお2018年4月現在、本作はビデオやDVDの発売がされていない。原因はBGMに使用した洋楽の許可がとれなかったため。

#### キャスト（1982年版）
- 星泉 - 原田知世
- 渡辺周平 - 高柳良一
- 竹内智生 - 水上功治
- 奥沢哲夫 - 大野貴保
- アキラ - 新井康弘
- ダボ健 - 阿藤海
- チョロ松 - 堀広道
- 三大寺真由美 - 風吹ジュン
- 星小鉄 - 高橋昌也
- 多々良品子 - 蔦木恵美子
- 松丸豊 - 秋山武史
- 悦子 - 大泉成子
- 大倉直美 - 星直美
- 中本ヒロミ - 麻生えりか
- マネージャー - 中村有二
- 黒木刑事 - ベンガル
- 堂島耕一郎 - 金田龍之介
- 片腕の男 - 佐野守
- 佐久間真 - 鹿内孝

#### スタッフ（1982年版）
- 脚本 - 今井詔二
- 演出 - 河毛俊作
- 音楽 - 風戸慎介
- 主題歌 - 原田知世「悲しいくらいほんとの話」（キャニオン・レコード）
- 演出補 - 小椋久雄
- 技斗 - 高瀬将嗣
- 技術協力 - 東通、ウェルアップ
- 編集 - 東洋現像所ビデオセンター（現：IMAGICA）
- スタジオ - 東映大泉ビデオスタジオ
- 企画 - 角川春樹、重村一
- プロデューサー - 塚田圭一、岡正
- 制作著作 - フジテレビ

#### 放送日程（1982年版）
| 各話   | 放送日        | サブタイトル               |
| ------ | ------------- | -------------------------- |
| 第1話  | 1982年7月05日 | 女子高校生組長誕生ス!      |
| 第2話  | 7月12日       | うるわしのポリスマン       |
| 第3話  | 7月19日       | くちづけが一個             |
| 第4話  | 7月26日       | 哀愁少女不良化物語         |
| 第5話  | 8月02日       | チョロの初恋物語           |
| 第6話  | 8月09日       | チャイナタウンで風になる   |
| 第7話  | 8月16日       | 殺人犯にくちづけを!        |
| 第8話  | 8月23日       | 嵐の夜になにかが起こる!    |
| 第9話  | 8月30日       | フルーツパーラーで死にたい |
| 第10話 | 9月06日       | 壮絶!アキラの死            |
| 最終話 | 9月20日       | そして別れの時が来た       |

#### そのほか
この作品で原田が撃ったのは、MGC社がモデルガン化していたXM177E2アサルトカービンを電気着火式に改造したプロップである。
| フジテレビ 月曜19時台前半枠 | フジテレビ 月曜19時台前半枠                                        | フジテレビ 月曜19時台前半枠 |
| 前番組                      | 番組名                                                             | 次番組                      |
| --------------------------- | ------------------------------------------------------------------ | --------------------------- |
| 釣りキチ三平 【アニメ】     | セーラー服と機関銃 （1982.7.5 - 1982.9.20） 【当番組よりドラマ枠】 | ねらわれた学園 （ドラマ版） |

### 2006年版
2006年10月13日から11月24日まで毎週金曜日22:00 - 22:54に、TBS系の「金曜ドラマ」枠で放送された。主演は長澤まさみ。
TBS系でリメイクされ、主題歌は長澤まさみが星泉として歌った。また、主演の長澤はこの作品が連続ドラマ初主演でもある。放送に合わせて番組スポンサーのロッテがのど飴のコラボレーションCMをTBS系列限定でオンエアした。またドラマの随所に長澤が出演していたCMの商品も登場している。

#### キャスト（2006年版）

##### 目高組（2006年版）
星 泉
演 - 長澤まさみ
本作のヒロインで、現役女子高生。母だけでなく、父まで亡くしてしまう。父がヤクザに殺されたことから、犯人を見つけるため、極道一家「目高組」の8代目組長を襲名する。特別な取りえもないが、責任感のある生真面目な少女。勉強もできず、ヤクザ用語をメモをとる。かなりの近視で、たびたび眼鏡を壊すため、ついにコンタクトになった。血を見るのが苦手で、すぐに気絶してしまう。武が死んだのは自分の責任と感じている。金造、健次、英樹が次々と殺されたため、復讐のために最終回で浜口組と黒木、そして三大寺に殴り込みをかけに行く。しかし、彼女の標的はあくまで人の心を狂わせるヘロインその物であり、ヘロインだけを攻撃して、一切人を殺すことも佐久間に殺させることもしなかった。結果的にそのことが組員の仇である浜口組、黒木、三大寺の壊滅に繋がる。
佐久間 真
演 - 堤真一
目高組の若頭。目高組を継げると思っていたが、辰夫の遺言を絶対のものとして、泉を組長として支えることにする。頭が固く融通がきかない、どこまでも仁義を通すキレ者。最終回で組を解散して以来4カ月ぶりに泉に会いに行くが、途中でヤクザのケンカの仲裁に入ったところドスで刺され亡くなる。
酒井 健次
演 - 中尾明慶
目高組の組員。金蔵の甥で、通称ケン坊。高校でイジメにあい、引きこもっていた。英樹と同じく、頼りない泉の組長就任に反対する。第6話で政治家の三大寺一を殺そうとするが浜口組に阻まれ、英樹を庇い幾多の銃弾を浴び亡くなる。
原作では最初に殺害されるが、本作では英樹と同時に死亡する。
西野 武
演 - 田口浩正
目高組のナンバー3。元コンピューターのエンジニアで、パソコンが得意。ネットで株式取引を行い、目高組を支えている。太り気味で、非常に汗っかき。面倒見がよい。第4話で浜口組から泉を庇い、組員にドスで刺され亡くなる。
原作では唯一生き延びた組員だが、本作では最初に死亡する。
酒井 金造
演 - 山本龍二
目高組のナンバー2で、目高組の補佐。浅草では「仏の金さん」と呼ばれている、痩せぎみの元刑事。第5話で浜口組にヘロインとの取引で健次を人質に取られ、一人で取引に向かうが健次を守るため黒木に拳銃で撃たれて亡くなる。原作には登場しないオリジナルキャラクター。
剛田 英樹
演 - 福井博章
目高組の組員。元暴走族のヘッドで、かなりキレやすい性格をしている。女子高生の泉が組長になることを、快く思っていない。長渕剛のファン。健次と同じく、三大寺一を殺そうと腹にダイナマイトを仕込んだがライターのガスが切れていた為、発火させることが出来ず、浜口組組員と蘭丸にドスで刺され亡くなる。組長に「攻める」より「守る」ほうがカッコいいと教えてもらった。
目高 辰雄
演 - 桂小金治
弱小の任侠集団である、目高組の7代目組長。肺炎にかかり、70過ぎで大往生する。甥である星貴志に、跡目を継がせようとしていた。星貴志の命日と同じ日であった。

##### その他（2006年版）
三大寺 真由美
演 - 小泉今日子
星貴志の葬儀に現れた、謎の女。貴志の恋人と名乗り、実際に親しかった。国会議員の三大寺は、実の父親。三大寺のヘロイン関与を警察に通報した。
三大寺 一
演 - 緒形拳（特別出演）
現職の国会議員で真由美の父親。星貴志の殺害に関わり、貴志の残したはずの「ある物」を探している。別名「太っちょ」と呼ばれている。最終話で自殺に使った銃はSIG P230。
原作では猟奇嗜好を持つ暴力団組長（映画版では新興宗教の教祖）だが、今作では裏で悪事を働く政治家に設定変更された。
新堂
演 - 崎山凛
三大寺一の秘書。
星 貴志
演 - 橋爪淳
泉の父親。母が亡くなって以来、父娘水入らずで暮らしてきたが、第一話冒頭で交通事故で亡くなってしまう。後に、ヘロインに関わったことで、ヤクザに殺された可能性があることが判明する。
黒木 幸平
演 - 小市慢太郎
警視庁の刑事で、組織犯罪対応部の警部補。稲葉とコンビを組んでいるが、浜口とグルだったことを知られ、口封じのために稲葉を射殺する（同時に金造も殺害された）。使用している銃はコルト・ガバメント。最終回では機動隊たちが乱入して取り押さえられる時に自身だけが逃れる為に「俺は警察だ！」と発言して機動隊の面々に浜口組の組員達を確保するように命令するも、直後に怒りを買った蘭丸に腹を刺されて死亡する。
稲葉 通男
演 - 井澤健
東北なまりの刑事で、黒木の部下。第5話で黒木の行動に不信感を抱き、尾行したところ、黒木がヘロインの取引を行っているところを目撃。拳銃で阻止しようとするが、黒木に撃たれて死亡する。
浜口 昇
演 - 本田博太郎
目高組に敵対する広域暴力団の組長。表向きには浜口物産の社長。最終回で逮捕される。
柴田 光明
演 - 中野英雄
浜口組の若頭。使用している銃はベレッタM92シルバーモデル。第3話で目高組に捕まった。
森 蘭丸
演 - 森廉
浜口組の一員。ナイフ使いがうまく、見事なリンゴの皮むきを見せる。浜口に対して絶対的な忠誠心を持つ。最終回では黒木に対し、「社長を裏切る奴は、許さねえ！」と怒りを剥き出しにしていた。
岩倉 智男
演 - おかやまはじめ
泉の学校の教師。目高組組員が運動場に集結した際、スピーカーを片手に動揺していた。
常盤 和子
演 - 井端珠里
泉のクラスメート。原作では苗字が設定されていない。
金田 麗華
演 - 森本ゆうこ
小林 朱美
演 - 谷亜里咲
ともに泉のクラスメート。原作に登場しないオリジナルキャラクター。
1階住人
演 - 杉浦双亮（360°モンキーズ）
常にバットを持っている青いジャージを着た男。つねにフルスイングで生きている。
手塚 勇次
演 - 田中幸太朗
第3話ゲスト。浜口組に雇われたヒットマン。佐久間に強い恨みを持ち復讐を誓うも、真実を知り裏の世界から足を洗う。

#### スタッフ（2006年版）
- 原作 - 赤川次郎
- 企画 - 伊與田英徳（TBS）
- 脚本 - いずみ吉紘
- 音楽 - 河野伸
- 演出 - 平川雄一朗、加藤新
- 主題歌 - 星泉「セーラー服と機関銃」（ビクターエンタテインメント）
映画版主題歌のカバー。主演の長澤まさみが役名の「星泉」名義で歌う。
- 演出補 - 中前勇児、中井芳彦、飯田和孝
- 音楽プロデュース - 志田博英
- 撮影 - 須田昌弘
- アクションコーディネイト - FCプラン
- 銃器 - BIGSHOT
- プロデュース - 石丸彰彦（TBS）
- 制作 - TBSテレビ
- 製作・著作 - TBS

#### 放送日程（2006年版）
| 各話                                                       | 放送日         | サブタイトル                       | 演出       | 視聴率 |
| ---------------------------------------------------------- | -------------- | ---------------------------------- | ---------- | ------ |
| 第1話                                                      | 2006年10月13日 | 女子高生組長誕生!!                 | 平川雄一朗 | 17.3%  |
| 第2話                                                      | 10月20日       | 女子高生組長の初仕事は涙の大乱闘!! | 平川雄一朗 | 14.2%  |
| 第3話                                                      | 10月27日       | さらば愛しの人よ                   | 平川雄一朗 | 09.6%  |
| 第4話                                                      | 11月03日       | 愛した組員の死                     | 加藤新     | 16.0%  |
| 第5話                                                      | 11月10日       | 愛し組員よ永遠に                   | 加藤新     | 10.8%  |
| 第6話                                                      | 11月17日       | 目高組の解散!!                     | 平川雄一朗 | 12.0%  |
| 最終話                                                     | 11月24日       | 涙の機関銃発射〜さらば女子高生組長 | 平川雄一朗 | 13.0%  |
| 平均視聴率 13.4%（視聴率は関東地区・ビデオリサーチ社調べ） |                |                                    |            |        |

#### 関連商品（2006年版）

##### 写真集
- 「セーラー服と機関銃」 Official Visual Book（2006年10月13日、KADOKAWA、ISBN 9784048944793）

##### サウンドトラック（2006年版）
- セーラー服と機関銃　オリジナル・サウンドトラック（2006年11月1日、ビクターエンタテインメント、VICL-62151）

##### DVD
- セーラー服と機関銃（2007年2月14日、TCエンタテインメント、TCED-0045、4枚組）

| TBS系 金曜ドラマ                         | TBS系 金曜ドラマ                               | TBS系 金曜ドラマ                                |
| 前番組                                   | 番組名                                         | 次番組                                          |
| ---------------------------------------- | ---------------------------------------------- | ----------------------------------------------- |
| タイヨウのうた （2006.7.14 - 2006.9.15） | セーラー服と機関銃 （2006.10.13 - 2006.11.24） | 笑える恋はしたくない （2006.12.1 - 2006.12.15） |

## モバイルゲーム
任侠プリンセス セーラー服と機関銃
エンターブレイン作成による「Mobage」のソーシャルゲーム。赤川次郎の長編小説を原案にしたオリジナル作品。
2013年1月21日サービス開始。
2014年1月16日サービス終了。